# Museum of Discovery and Science
| Museum of Discovery and Science |                           |
|                                 |                           |
| Ort                             | Fort Lauderdale (Florida) |
| Eröffnung                       | 1976                      |

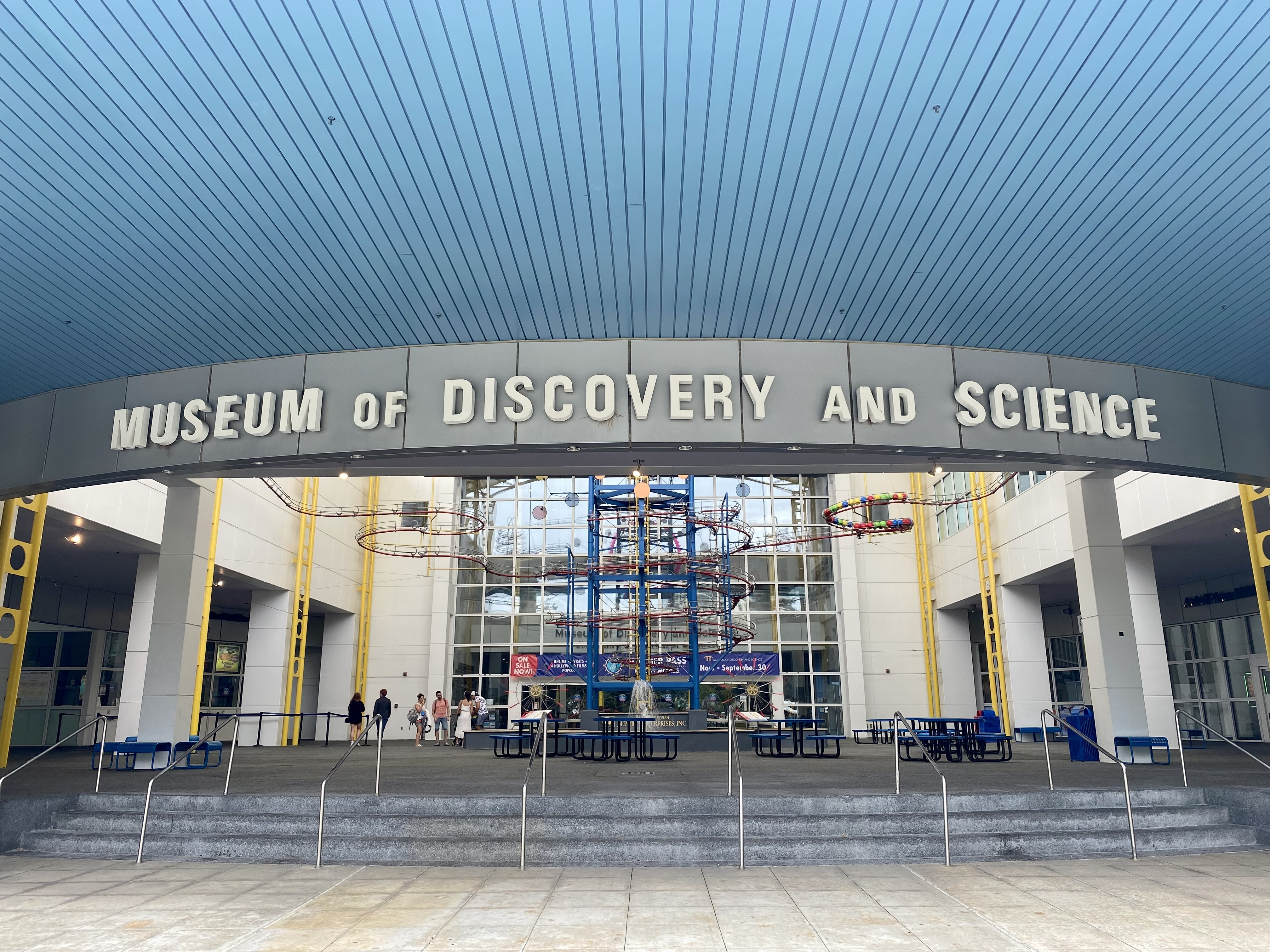
Haupteingang

Das Museum of Discovery and Science ist ein Wissenschaftsmuseum in Fort Lauderdale in Florida in den USA. Es versteht sich als Veranstaltungsstätte, um Kindern und Erwachsenen die Entwicklung der Wissenschaft durch Exponate, Programme und Filme zu vermitteln. Das Museum ist bei der American Alliance of Museums akkreditiert und ist ein aktives Mitglied der Association of Science-Technology Centers und der Association of Children’s Museums. Das Museum of Discovery and Science ist ein privates, gemeinnütziges Museum, das von einem Kuratorium geleitet wird.

## Geschichte
Das National Museum of Natural History wurde 1976 als Discovery Center eröffnet. Aufgrund steigenden Publikumsinteresses wurde es im Laufe der Jahre erweitert, um neue Ausstellungen ergänzt und bezog 1992 ein größeres Gebäude. Die bestehenden Anlagen wurden mit moderner 3D- und Lasertechnik ausgestattet. Mehr als 450.000 Menschen besuchen das Museum jährlich und mehr als 10 Millionen Gäste haben das Museum zwischen 1992 und 2021 besucht.

## Ausstellungen und Veranstaltungen
Auf einer Fläche von rund 14.000 Quadratmetern werden diverse Wissenschaftsausstellungen und -veranstaltungen sowie Lernlabors angeboten. Im Atrium befindet sich eine ca. 16 Meter hohe Uhr, die Great Gravity Clock, die größte kinetische Energieskulptur in Florida. Ein 3D-Theater mit 294 Sitzplätzen ist mit einem leistungsstarken Mehrkanal-Tonsystem, einem Laserprojektionssystem und einer ca. 18 × 24 Meter großen Riesenleinwand ausgestattet. Dieser einzige Certified Giant Screen in Südflorida ermöglicht durch das verwendete IMAX-System eine hohe Auflösung sowie sehr helle und scharfe Projektionen auf der großen Leinwandfläche, die das Gesichtsfeld des Zuschauers nahezu vollständig ausfüllt. Dadurch sollen sich die Zuschauer fühlen, als befänden sie sich selbst im Filmgeschehen. Gezeigt werden Reisen durch bedeutende Naturpfade weltweit, beispielsweise „Eine Polarexpedition“, „Amazonas-Abenteuer“ oder „Das Leben in den Everglades“. Einen breiten Raum nehmen auch Luft- und Raumfahrtprogramme mit simulierten Reisen zum Mond oder Mars ein.

## Bildungseinrichtungen
Das Museum of Discovery and Science betreut jährlich mehr als 90.000 Schüler im Rahmen von Schulen gesponserter Bildungsprogrammen. Im Besonderen werden verarmte Bevölkerungsschichten, Familien mit geringer Alphabetisierung und gefährdete Jugendliche durch Praktikums- und Mentoring-Programme betreut. Es werden auch verschiedene Kurse, Schildkrötenwanderungen, Ausflüge mit Übernachtungen, wissenschaftliche Demonstrationen, Laborversuche, Umweltbildungsprogramme, Öffentlichkeitsarbeit und Vorträge angeboten. Kinder und Familien mit begrenzten Möglichkeiten im häuslichen Umfeld haben freien Zugang zum Museum. Das Museum of Discovery and Science ist auch die offizielle Informationsstelle der South Florida Ecosystems Restoration Task Force, eines Konsortiums aus Bundes-, Landes- und Kommunalverwaltungen, das sich der Erhaltung bzw. der Wiederherstellung des einzigartigen Ökosystems Floridas verschrieben hat.